# 253 cité de Soye
La baraque 253 cité de Soye est un élément témoin du modèle de baraquement 534.10 proposé par le ministère de la Reconstruction et de l'Urbanisme (MRU) dès 1945, pour reloger les populations sinistrées dans le cadre de la reconstruction de la France à la suite de la Seconde Guerre mondiale.
Il s'agit du premier bâtiment provisoire à avoir été reconnu "élément constitutif du patrimoine" par les institutions et labellisé par la Fondation du Patrimoine.  
Elle a été en 2007 le premier des actuels six pavillons-témoins des cités provisoires à être ouvert au public en France.
Le baraquement est inscrit au titre des monuments historiques par arrêté du 16 septembre 2016.

## Présentation
Ce baraquement témoin a été sauvé de la démolition en 2007 par une association locale de préservation du patrimoine avec l'aide de la Fondation du Patrimoine, de la Région Bretagne, du Conseil Général du Morbihan, des communes de Lorient et de Ploemeur et de la Ligue de l'Enseignement du Morbihan.
Elle est construite en bois et papier goudronné. C’est une maisonnette de 10,62 m sur 4,16 m dont la modularité est inspirée des cantonnements "Adrian" de la Première Guerre mondiale. Elle est divisée en trois pièces desservies par un couloir. 
Elle est le fruit de l'adaptation de la baraque Adrian et de la baraque-tente de l'armée française (modèle 1897), plus facilement transportable et plus économe en bois. Elle est initialement destinée à loger les officiers sur le front. Elles sont finalement utilisées pour loger les sinistrés dès 1919.
Elle constitue actuellement le pavillon d'accueil de la "Cité de l'habitat provisoire", seul micro-musée consacré à l'architecture modulaire du milieu du XXe siècle. Elle abrite également le siège de l'association Mémoire de Soye.

## Galerie

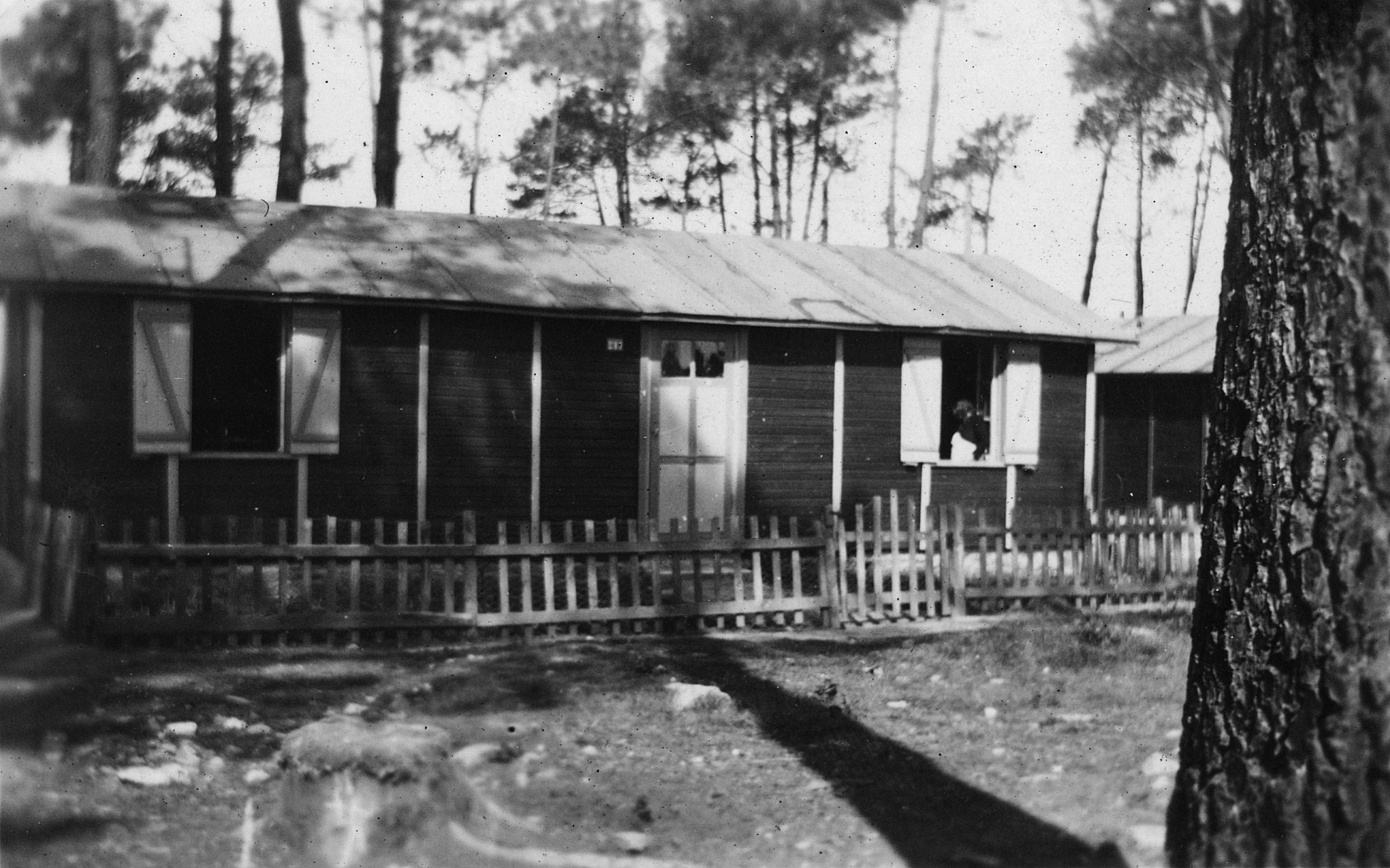
Aspect d'origine
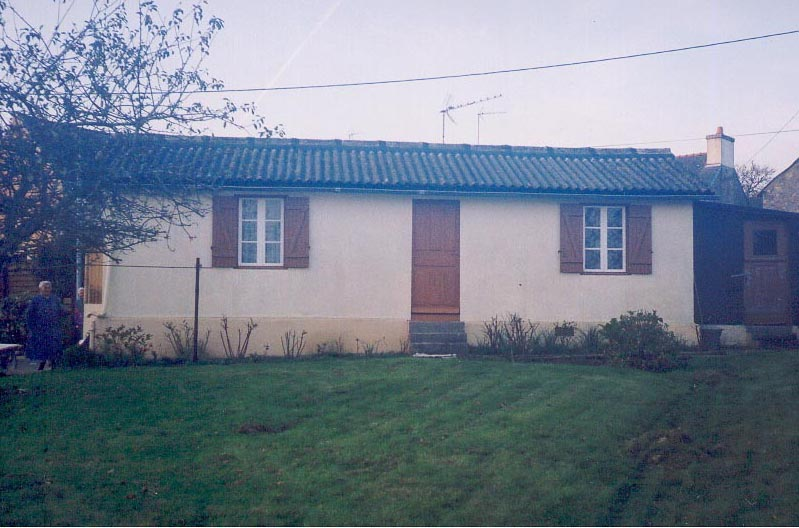
Ancien emplacement (1952-2007)
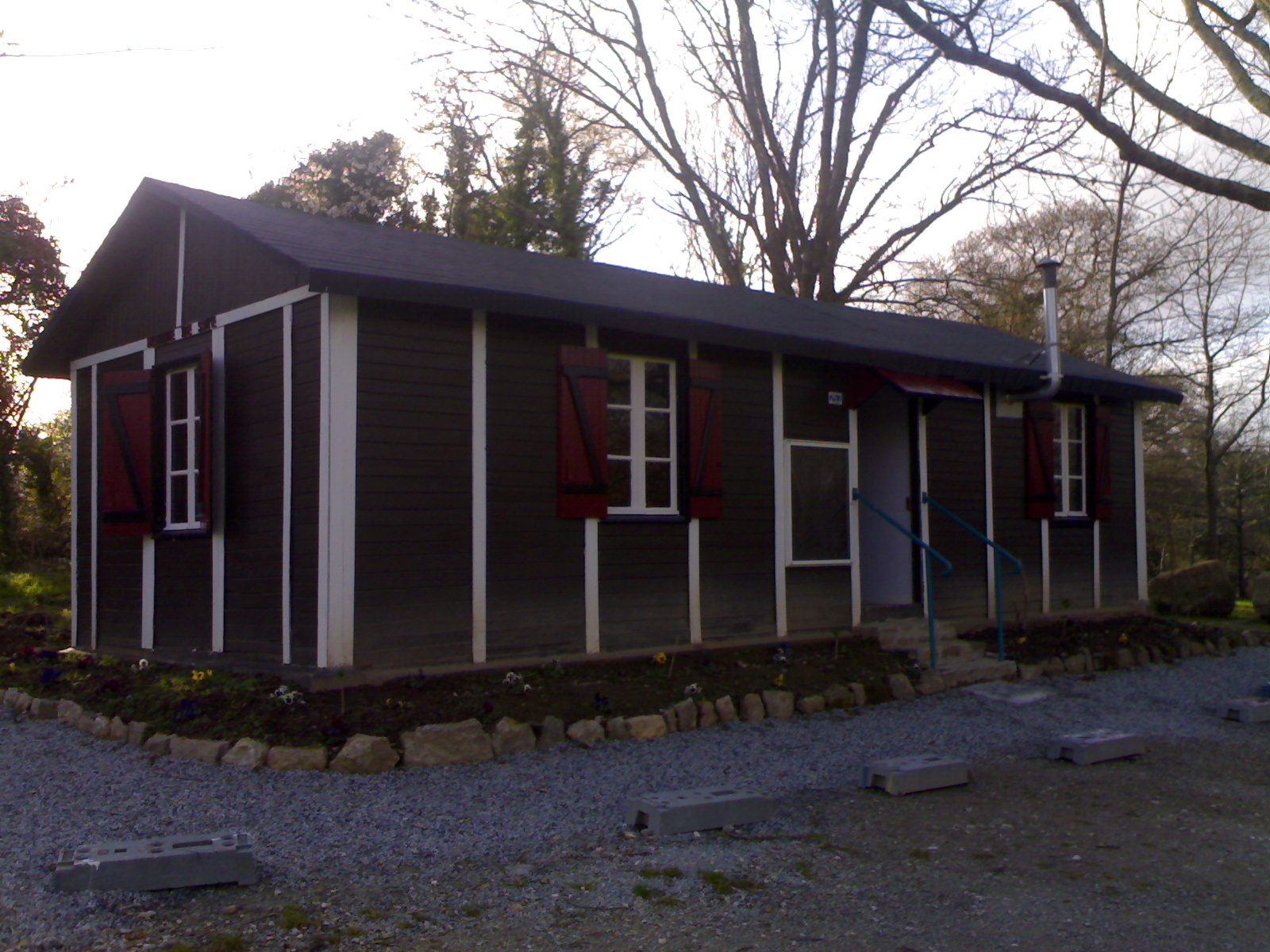
Aspect à son nouvel emplacement (2007-2010)
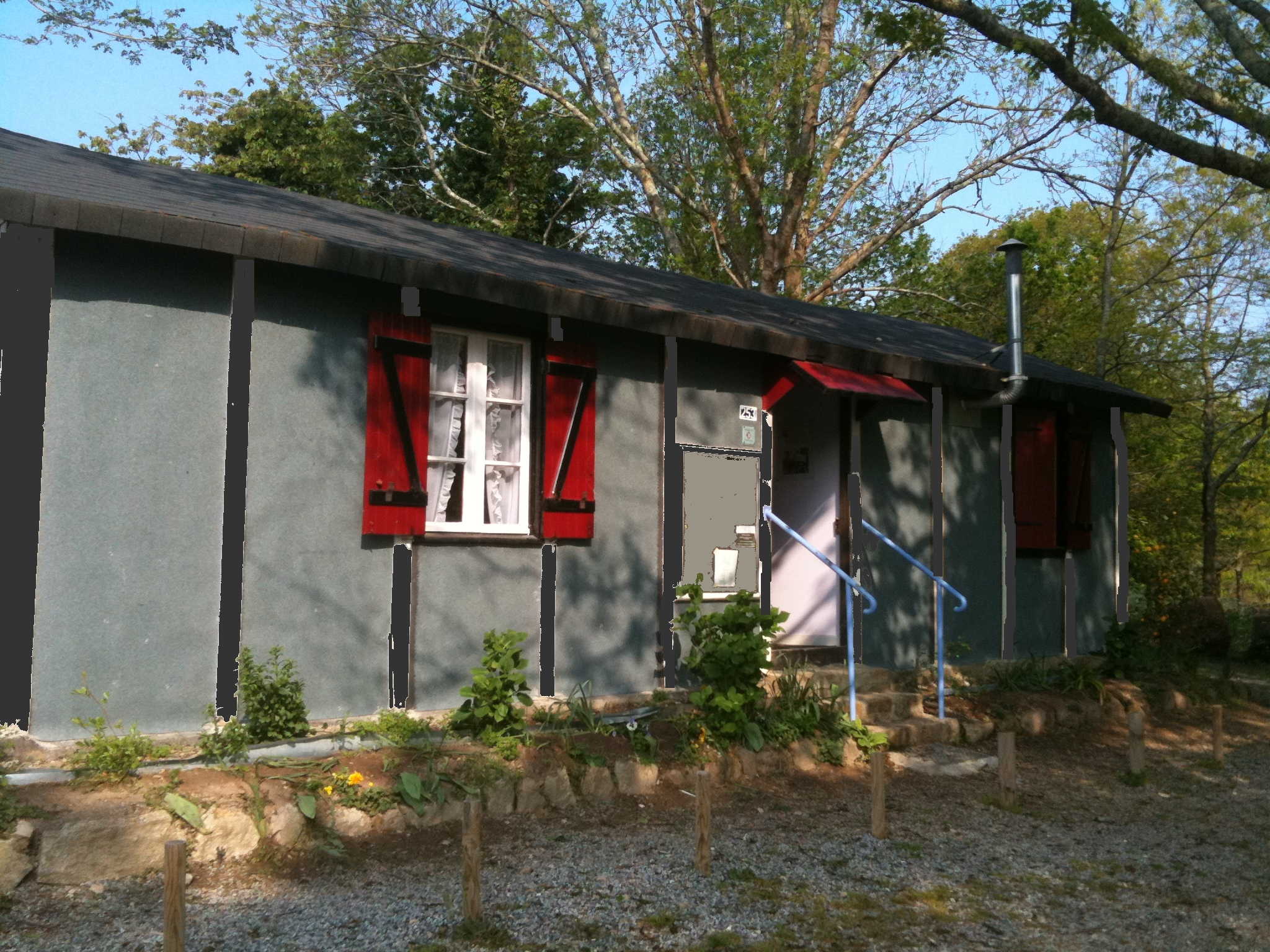
Aspect actuel recouvert de papier bitumé (depuis 2010)

## Source
- Mickaël Sendra (préf. Roland Delalée, anc. habitant de la baraque 204, prés. du PLL), Mémoires de Soye : de château en baraques, Plœmeur, Éd. Mémoire de Soye, juillet 2009, 2e éd. (1re éd. 2004) (ISBN 978-2-9525071-0-3 et 2-9525071-0-4)